# Viktor Šenderovič

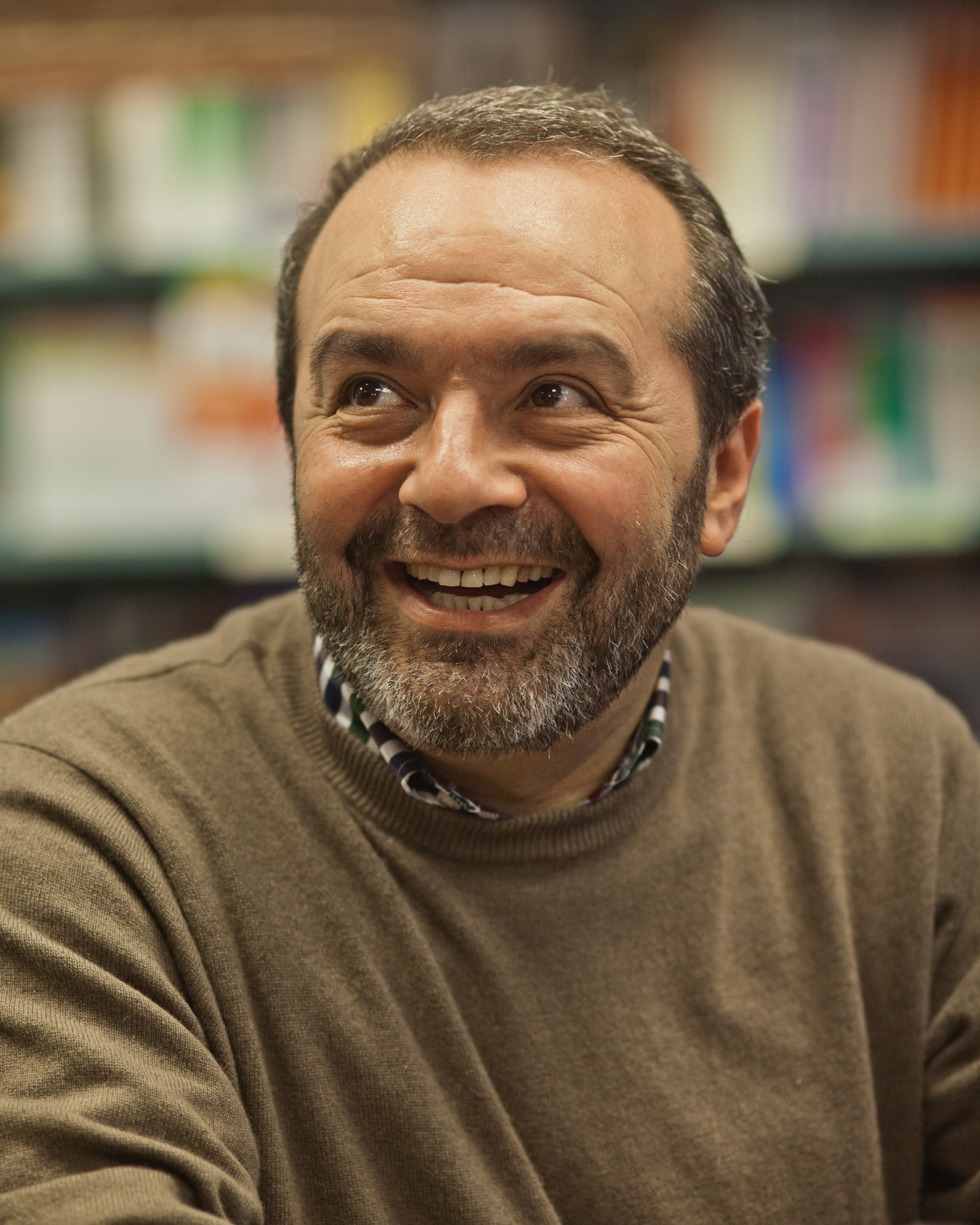
Viktor Anatoljevič Šenderovič

Viktor Anatoljevič Šenderovič (* 15. srpna 1958, Moskva; rusky Виктор Анатольевич Шендерович) je ruský scenárista, satirik, liberální publicista, ochránce lidských práv, rozhlasový a televizní moderátor, novinář a dramatik. V lednu 2022 Rusko opustil a odjel do zahraničí.

## Životopis
Narodil se v Moskvě v rodině inženýra Anatolie Semjonoviče Šenderoviče (1930–2017) a učitelky Inessy Jevsejevny Dozorcevové (1929–2011). Dědeček, Semjon Markovič Šenderovič (1903–1984), inženýr, byl dvakrát podroben politickým represím (1929 a 1948). Druhý dědeček, nadporučík Jevsej Samuilovič Dozorcev, zahynul 7. října 1941 na frontě u Leningradu.
V 15 letech šel studovat do Divadelního studia Olega Tabakova, studoval v režijní skupině, hrál v několika představeních.
V roce 1980 absolvoval Moskevský státní institut kultury v oboru „režisér amatérských divadelních skupin“. Pak do roku 1982 sloužil v armádě v motostřeleckém pluku u Čity, stal se velitelem bojového vozidla pěchoty, získal hodnotu desátníka.
V 1988 absolvoval stáž v Ščukinově divadelním učilišti v oboru „scénický pohyb“. Později 7 let učil scénický pohyb v Ruské akademii divadelního umění.
Od roku 1992 je členem Svazu spisovatelů. Psal scénáře pro satirický pořad „Kukly“ na soukromé televizní stanici NTV (kvůli údajnému zesměšnění postavy Vladimira Putina musel pořad skončit). Věnuje se moderování na rozhlasových i televizních stanicích, například na rádiu Svobodná Evropa. Píše publicistické články, knihy a dramata. Je ženatý, má dceru.

## Kritika politické situace v Rusku
- V letech 2008–2009 se Viktor Šenderovič soudil s poslancem státní Dumy Sergejem Abelcevem kvůli urážce na cti, soud však neshledal ve slovech Šenderoviče naplnění skutkové podstaty trestného činu a spor byl ukončen.
- V roce 2010 byl jedním z prvních signatářů otevřeného dopisu iniciativy Putin musí odejít.
- V únoru 2014 publikoval na internetu článek Putin a dívka na bruslích,[2] kde nastínil paralelu mezi Olympiádu v Berlíně roku 1936 a Soči v roce 2014, což vyústilo ve skandál, tři dny poté napsal článek Antifašisté s banány[3] a na základě toho byl souzen a odsouzen k pokutě 1 milion rublů.[4]
- V roce 2014 podepsal otevřený dopis s žádostí o ukončení ruské agrese na Ukrajině, stažení ruských vojsk z území a dále přerušení propagandistické, materiální a vojenské podpory separatistům jihovýchodní Ukrajiny.

## Emigrace
Na konci roku 2021 úřady Šenderoviče přidaly na seznam „zahraničních agentů“ a soud v Petrohradě mu přikázal zaplatit 1,1 milionu rublů jako odškodné oligarchovi Jevgeniji Prigožinovi, jehož nazval zločincem a vrahem. Zároveň advokáti prigožinovy firmy „Konkord“ požádali o zahájení trestního stíhání Šenderoviče pro trestný čin pomluvy, což by umožnilo jeho zatčení.
V lednu 2022 Šenderovič oznámil, že se rozhodl o nenávrat ze zahraničí, kam odjel před novoročními svátky. V řádě rozhovorů tvrdí, že se zatím nerozhodl, kde bude pobývat. Podle listu The Moscow Times získal v roce 2021 izraelské občanství.
K vystěhování z Ruska ho vedla šikana, sledování, anonymní telefonáty a hrozby smrtí, kterým byl několik let vystaven. „Kreml mi dvacet let nekonečnými a demonstrativními zločiny proti mé osobě naznačoval, že bych měl odjet,“ zdůvodnil své rozhodnutí Šenderovič.
V březnu 2022 přijel Viktor Šenderovič na pozvání Divadla pod Palmovkou do Prahy, kde se zúčastnil premiéry filmu natočeného tímto divadlem podle Šenderovičovy divadelní hry Vidět Salisbury. Vystoupil také na několika veřejných diskuzích. Český publicista Alexandr Mitrofanov označil Šenderoviče za osobnost, která je díky jeho statečnosti, dílu a myšlenkám pro dnešní Rusko podobně důležitá, jako byl svého času pro Československo Václav Havel.

## Dílo
- 1991 – Květiny pro profesora Pleischnera (Цветы для профессора Плейшнера)
- 1993 – Ve vesnici Gaďukino pořád prší (…В деревне Гадюкино — дожди)
- 1995 – Semínka (Семечки) (М.: Текст)
- 1997 – Divadlo jednoho Šenderoviče (Театр одного Шендеровича)
- 1998 – Loutky (Куклы)
- 1999 – Moskevská krajina (Московский пейзаж)
- 2000 – Loutkyáda (Куклиада)
- 2000 – Antologie (Антология)
- 2000 – 208 vybraných stránek (208 избранных страниц)
- 2004 – Zde byla NTV a další příběhy (Здесь было НТВ и другие истории)
- 2004 – Zde byly NTV, TV-6, TVS (Здесь было НТВ, ТВ-6, ТВС)
- 2005 – Monolog s mocí (Монолог с властью)
- 2005 – Kino opakováného filmu (Кинотеатр повторного фильма)
- 2005 – Rozinky z housek (Изюм из булки) ISBN 978-5-8159-0826-0
- 2006 – Nezcela poslanec, nebo jak jsem porazil Marka Twaina (Недодумец, или как я победил Марк Твена), ISBN 5-8159-0590-9
- 2006 – Rozinky z housek. Vydání druhé, opravené a doplněné (Изюм из булки. Издание второе, исправленное и дополненное)
- 2007 – Tavené sýry a další duševní strava (Плавленые сырки и другая пища для ума)
- 2007 – Chromý verš (Хромой стих) (М.: Время)
- 2009 – Scheveningen (Схевенинген) (М.: Время), ISBN 978-5-9691-0456-3
- 2009 – Případ s jahuy a další příběhy z naší zoo. Má setkání se spravedlností (Случай с йеху и другие истории нашего зоопарка. Мои встречи с правосудием) (М.: Новая газета), ISBN 978-5-91147-008-1
- 2010 – Operace „Ostrov“ (Операция «Остров») (М.: Астрель, Corpus), ISBN 978-5-271-27466-4
- 2014 – Sólo na flétnu (Соло на флейте) (М.: Время), ISBN 978-5-9691-1274-2
- 2014 – Blokáda mozku 2014 (Блокада мозга 2014) (М.: Захаров), ISBN 978-5-8159-1330-1
- 2015 – Pelopova kletba (Проклятие Пелопа) (М.: Пробел-2000), ISBN 978-5-98604-495-8
- 2015 – Reptilion a další příběhy o lásce (Рептилион и другие истории о любви) (М.: Время), ISBN 978-5-9691-1399-2

## Dramata
- 2001 – Dva anděly, čtyři lidé (Два ангела, четыре человека) – inscenonávno v Rusku, na Ukrajině, v Polsku
- 2003 – Schweitzerův jmenovec (Тёзка Швейцера)
- 2010 – Poškozený Goldiner (Потерпевший Гольдинер) – inscenováno v Rusku, na Ukrajině, v USA
- 2011 – Aktuální moment (Текущий момент)
- 2012 – Pan Ein a otázky požární bezpečnosti (Господин Айн и проблемы пожарной безопасности) – politická komedie, první český překlad
- 2013 – Koncepce (Концепция)
- 2018 - Vidět Salisbury (Увидеть Солсбери)

## Ocenění
- „Zlaté tele“ Klubu „Dvanáct křesel“ (oddíla satiry a humoru „Literaturné gazety“, 1991)
- „TEFI-96“ v kategoriích „televizní udalost roku“ a „nejlepší zábavný program“ za pořád „Loutky“ (1996)
- „Zlatý Ostap“ (1996)
- „Zlaté pero Ruska“ (1998)